# Generació del 27
Es denomina Generació del 27 un conjunt d'autors homes (a les dones artistes d'aquesta generació se les coneix com Las Sinsombrero), que va sorgir en el panorama cultural espanyol al voltant de l'any 1927, l'any en què es celebrava el tercer centenari de la mort del poeta barroc Luis de Góngora. Aquests autors van aprofitar aquest esdeveniment per a reivindicar la poesia que Góngora va compondre en l'última època de la seva vida (Culteranisme), desprestigiada per la crítica decimonònica i organitzaren una sèrie d'actes en homenatge seu a l'Ateneu de Sevilla.

## Denominació
La denominació de generació ha estat discutida. Hi ha per part dels experts, una certa polèmica sobre si s'ha de considerar o no generació aquest grup d'autors, ja que es pot comprovar que els seus integrants no compleixen els criteris que Julius Petersen assigna al concepte de generació:
- Naixement en anys poc distants.
- Formació intel·lectual semblant.
- Relacions personals entre ells.
- Participació en actes col·lectius propis.
- Existència d'un "esdeveniment generacional" que aglutini les seves voluntats.
- Presència d'un "guia".
- Trets comuns d'estil ("llenguatge generacional").
- Anquilosament de la generació anterior.

Realment és difícil veure un patró tan clar en l'heterogeni grup d'autors que podrien enquadrar-se en l'anomenada Generació del 27.
És cert que el naixement de pràcticament tots se situa en un segment temporal que no ultrapassa els 15 anys, però no tots els autors nascuts en aquest període s'han considerat membres del grup.
També és cert que un considerable nombre d'ells comparteix una sòlida formació intel·lectual, però novament no es dona en tots els seus participants.
En cap moment es pot veure l'existència d'un guia, o d'un llenguatge generacional.
Malgrat això, hi ha relacions personals entre ells, almenys entre els que viuen a la mateixa zona, la qual cosa els fa tenir una consciència de comunitat per experiències comunes i pròpies.
És per això que hi ha experts que consideren es tracta més aviat d'un "grup generacional", d'una "constel·lació" o d'una "promoció" d'autors. Malgrat tot, ha acabat admetent-se la designació de Generació del 27, tot i haver-hi altres propostes: Generació Guillén- Lorca; Generació de 1925 (mitjana aritmètica de la data de publicació del primer llibre de cada autor); Generació de les Avantguardes; Generació de l'amistat;  Generació de la Dictadura; Generació de la República, etc.

## Revistes
El seu document d'entrada a la tradició literària va ser sense dubte la primera edició de l'Antología a cura de Gerardo Diego el 1932. D'altra banda, es van fer notar publicant en revistes com La Gaceta Literaria dirigida per Ernesto Giménez Caballero, Cruz y Raya (1933), dirigida per José Bergamín, Litoral, impresa per Manuel Altolaguirre i Emilio Prados a Màlaga des de 1926; Carmen, creada a Santander (1927) per Gerardo Diego i amb un suplement festiu, Lola; Verso y prosa (1927), de Murcia; Mediodía (Sevilla); Meseta, de Valladolid; Revista de Occidente, l'editorial de la qual imprimeix diversos llibres del grup; Caballo verde para la poesía (1935), dirigida per Pablo Neruda, i Octubre, dirigida per Rafael Alberti.

## Estètica i evolució
Al grup literari que va succeir als  modernistes i a la Generació del 98, que es caracteritzava per la seva clara orientació europeista i la seva concepció de l'art com una àrea separada del social i el polític, se'l va denominar Noucentisme o Generació del 14. Aquests grups coincideixen temporalment amb els moviments artístics anomenats Avantguardisme que es desenvolupen a Europa a principis del segle xx, i que trenquen tant amb la temàtica, com en les tècniques expressives del Romanticisme i el Realisme. Els avantguardistes se senten atrets pels avenços tecnològics i les seves possibilitats, donant lloc al corrent del futurisme; d'altres exploren la realitat, portant-la a la seva descomposició, com els cubistes; d'altres substitueixen la realitat pel món oníric, com els surrealistes… Aquesta coincidència temporal, i les característiques del moviment avantguardista, fa que els integrants del grup noucentista, vegin en ells l'aposta per un art producte d'un acte lúdic i lliure, fruit de la capacitat intel·lectual i expressiva de l'artista, que tant els atrau.
Els trets fonamentals d'aquest moviment literari són dos: l'expressió del subjectiu, que es caracteritza per l'ús de la metàfora, i la precisió conceptual, que posa de manifest la sòlida formació intel·lectual dels integrants d'aquest grup. Atesos els seus trets fonamentals, no pot estranyar que els gèneres literaris més representatius d'aquests literats siguin la lírica i l'assaig, que es divulga fonamentalment a través de  periòdics i revistes especialitzades (un exemple el constitueix la castellana Grécia- fundada per Isaac del Vando-Villar i Adriano del Valle, que va funcionar entre 1918- 20, que en 1919 rep les col·laboracions dels poetes  ultraistes.). Malgrat això, hi ha algun representant de la novel·la dins del noucentisme que opta pel subjectivisme i la renovació iniciada per la Generació del 98, manipulant les situacions per poder expressar la seva opinió sobre els més diversos temes.
Així, la seva estètica va intentar trobar els elements comuns entre tradició literària culta i popular espanyola i les avantguardes estètiques europees i espanyoles i va evolucionar des de la poesia pura, les avantguardes deshumanitzades (Futurisme, Cubisme, Ultraisme, Creacionisme) i la gèlida metàfora característica de Góngora al compromís humà que va suposar la revelació del Surrealisme i fins i tot el compromís polític (com el cas de Rafael Alberti). Després, la majoria, va haver de dispersar-se a l'exili exterior i interior per la Guerra Civil espanyola. Pel que fa a la mètrica, aquesta redueix el cabal estròfic modernista, s'enriqueixen les fórmules expressives, fonamentalment, mitjançant procediments com la imatge visionària, el cultiu del vers lliure, el versicle i l'anomenada poesia impura cultivada per Pablo Neruda.

## Història
En aquesta situació de contínua renovació i canvis socials i polítics, comencen a aparèixer joves poetes, assagistes, novel·listes i fins i tot escriptors de teatre, que tenen característiques pròpies difícils d'enquadrar en els grups existents. Malgrat això, hi ha relacions personals entre ells, que en el cas dels residents a la mateixa zona, els fa tenir una consciència de comunitat unitat per experiències comunes i pròpies.
Tots aquests joves literats, poetes majoritàriament, comptaran, com la generació anterior, d'una banda amb una revista excepcional, que permetrà obrir-se al món i rebre alhora les novetats de l'exterior, la Revista de Occidente de José Ortega y Gasset, i per un altre amb un punt de trobada i convivència: la Residencia de Estudiantes.
D'aquesta manera, aquest grup de literats novells publicaren en les revistes més importants del moment, com l'esmentada anteriorment Revista de Occidente, o la Gaceta literaria (dirigida per Ernesto Giménez Caballero), però també en altres més com:  Litoral (Màlaga, 1926, impresa per Manuel Altolaguirre i Emilio Prados); Verso y Prosa (que ve del  Suplement Literari del diari Murcià La Verdad -1923 a 1925-, que mantenien el redactor Josep Ballester Nicolás i Juan Guerrero Ruiz. Múrcia, 1927. Dirigida per Juan Guerrero Ruiz i Jorge Guillén); Mediodía (Sevilla); Meseta (de Valladolid); Cruz y Raya (dirigida per José Bergamín, Madrid, 1933); Carmen (creada per Gerardo Diego a Santander l'any 1927, que tenia un suplement festiu anomenat Lola); Octubre (revista dirigida per Rafael Alberti) i Caballo verde para la poesía (Madrid, 1935. Dirigida per Pablo Neruda).
Malgrat tot aquest grup es caracteritza pel fet que cadascun dels seus membres té una personalitat tan acusada que és capaç de transformar les influències o lliçons de qualsevol model en pròpia substància personalitzada totalment diferent de la dels altres integrants. Per això no es pot parlar ni de comunitat d'estil ni d'escola entre ells. Per això hi ha molts autors que prefereixen referir-se a ells com a grup del 27.

## Institucions
La majoria d'aquests autors, principalment lírics, van entrar en contacte amb la tradició literària a través del Centro de Estudios Históricos dirigit pel pare de la filologia espanyola, Ramón Menéndez Pidal, i amb les vanguàrdies a través dels viatges, la divulgació duta a terme per Ramón Gómez de la Serna i altres noucentistes i, sobretot, les activitats i conferències programades per la Residencia de Estudiantes, institució inspirada en el Krausisme de la Institución Libre de Enseñanza i dirigida per Alberto Jiménez Fraud.

## Components del grup
Dins d'aquest grup de literats podem destacar els poetes: Jorge Guillén, Pedro Salinas, Rafael Alberti, Federico García Lorca, Dámaso Alonso, Gerardo Diego, Luis Cernuda, Vicente Aleixandre, Manuel Altolaguirre i Emilio Prados; hi ha autors que també inclouen Miguel Hernández a la llista, però hi va haver també novel·listes, assagistes i dramaturgs, que pertanyen a la Generació del 27, entre ells Max Aub, Fernando Villalón, José Moreno Villa o León Felipe. Però, a més, caldria tenir en compte tant els oblidats per la crítica, com passa amb la majoria de les dones d'aquest grup: Concha Méndez, poeta i escriptora de teatre; María Teresa León, escriptora; Ernestina de Champourcin, poeta; Rosa Chacel, poeta, novel·lista, assagista, traductora...; Josefina de la Torre, poeta, novel·lista, cantant lírica i actriu; María Zambrano, filòsofa i assagista; Margarita Gil Roësset, escultora, il·lustradora, poeta. I també a altres artistes, com és el cas de Juan Larrea (poeta), Mauricio Bacarisse, Juan José Domenchina, José María Hinojosa, José Bergamín o Juan Gil-Albert.
També podem tenir present a l'anomenada, per part d'un dels seus integrants (José López Rubio), com Una altra generació del 27, que està formada pels humoristes deixebles de Ramón Gómez de la Serna, entre els quals podem destacar: Enrique Jardiel Poncela, Edgar Neville, Miguel Mihura i Antonio de Lara, Tono, que es van convertir després de la guerra nacional en integrants de la redacció de La Codorniz.
Però a més cal tenir en compte que no tota la producció literària del 27 està escrita en castellà; va haver-hi autors que, pertanyents en aquesta generació, van escriure en altres idiomes, com Salvador Dalí o Óscar Domínguez, que ho van fer en francès, o en anglès, com Felipe Alfau, i alguns escriptors i artistes estrangers van ser també força importants en aquest moviment, com Pablo Neruda, Vicente Huidobro, Jorge Luis Borges o Francis Picabia.
És per tot això pel que no té molta consistència la idea de considerar la Generació del 27 com un fenomen estrictament madrileny. De fet es pot veure l'existència d'altres nuclis creatius que es trobaven dispersos per tot el territori nacional, encara que amb una estreta relació entre ells. Així, els principals nuclis es van localitzar a Sevilla (al voltant de la revista Mediodía), Canàries (al voltant de la Gaceta de Arte) i a Màlaga (al voltant de la revista  Litoral), sense que això suposi que no hi hagués també una important activitat a Cantàbria, Galícia, Catalunya i Valladolid.

### La Generació del 27 en altres manifestacions artístiques
Tampoc no es pot perdre de vista que alguns membres del grup es van centrar en activitats artístiques diferents de les estrictament literàries, com va ser el cas de Luis Buñuel, com a cineasta, K-Hito, caricaturista i animador; pintors surrealistes com Salvador Dalí o Remedios Varo; Maruja Mallo, pintora i escultora, Ángeles Santos Torroella, pintora i artista gràfica; Benjamín Palencia, Gregorio Prieto, Manuel Ángeles Ortiz, Ramon Gaya i Gabriel García Maroto tots ells pintors, o Rodolfo Halffter i Jesús Bal y Gay, compositors i el últim també musicòleg, els quals van pertànyer a l'anomenat  Grup dels Vuit, nom amb el qual se sol denominar en música el correlat de la literària Generació del 27 i estava integrat per: l'esmentat Bal y Gay, els Halffter, que eren  Ernesto i Rodolfo, Juan José Mantecón, Julián Bautista, Fernando Remacha, Rosa García Ascot, Salvador Bacarisse i  Gustavo Pittaluga, ni podem deixar d'esmentar músics més o menys marginals, com Gustavo Durán.
A Catalunya hi ha l'anomenat grup català, que va fer la seva presentació el 1931 sota el nom de Grup d'Artistes Catalans Independents integrat per Robert Gerhard, Baltasar Samper, Manuel Blancafort, Ricard Lamote de Grignon, Eduard Toldrà i Frederic Mompou.
En altres àmbits, com l'arquitectura, cal esmentar a qui es va denominar Generació del 25 d'arquitectes (encara que alguns autors proposen anomenar-la també generació del 27, per unir-la a aquesta), de la qual formaven part Agustín Aguirre, Teodor de Anasagasti, Carlos Arniches Moltó, Josep de Aspiroz, Rafael Bergamín (germà de l'assagista i poeta José Bergamín), Luis Blanco Soler,  José Borobio, Martín Domínguez Esteban, Fernando García Mercadal, Luis Gutiérrez Soto, Casto Fernández Shaw, Manuel Muñoz Casayús, Luis Lacasa Navarro,  Miquel de los Santos, Manuel Sánchez Arcas i Ramon Durán Reynals.

## Historiografia sobre el 27
D'altra banda, i per reconstruir la memòria viva del que s'ha anomenat Edat de Plata de la literatura espanyola, convé de llegir una sèrie de llibres de memòries escrits per diversos autors més o menys vinculats al grup. La arboleda perdida, d'Alberti, per exemple. És també el cas de Pablo Neruda, qui en aquell moment va anar a Madrid i va reforçar el grup surrealista amb algunes de les seves contribucions, en particular amb l'edició del seu llibre Residencia en la tierra I i II. En els seus dos llibres de memòries, Confieso que he vivido i Para hacer he nacido, esdevé testimoni i dona notícies durant aquells anys i l'exili posterior, en particular sobre Lorca i Alberti. Los encuentros, de Vicente Aleixandre, narra les primeres vegades que va veure cadascuna de les figures rellevants de la generació; Mi último suspiro, de Buñuel, publicat originalment en francès, inclou diverses anècdotes sobre els poetes del 27, etc.

## Els corrents del 27
En realitat, l'anomenada generació del 27 va ser un grup poc homogeni; habitualment se'ls ha ordenat per parelles o en trios. Així, per exemple, els poetes del neopopularisme o neopopularistes, Rafael Alberti i Federico García Lorca, dins d'una nòmina que va ser particularment ben nodrida, intenten acostar-se a la poesia de Gil Vicente i del "Romancero", o a la lírica de cançoner, buscant fonts populars i en el folklore de la lírica tradicional; una mica d'això hi ha també en l'aproximació que va fer Gerardo Diego, després de la seva etapa creacionista, a la lírica de Félix Lope de Vega gràcies a l'edició que va fer en aquest temps José Fernández Montesinos.
D'altra banda, hi ha dos catedràtics de filologia hispànica que comparteixen interessos comuns i que fins i tot van ser amics i van tenir trajectòries molt semblants, ja que no en va la seva poètica és fonamentalment afirmativa i optimista, es tracta de Jorge Guillén, l'obra poètica del qual es recull sota el títol Aire nuestro, marcada per la poesia pura de Paul Valéry i formada per cinc llibres (Cántico, Clamor, Homenaje, ... Y otros poemas y Final); i Pedro Salinas, el gran poeta de l'amor del 27.
El grup surrealista està més nodrit, però destaca especialment el premi nobel Vicente Aleixandre, segurament el més original, ja que, segons Cernuda, «el seu vers no s'assembla a res»; i el que ha vingut a ser el poeta més influent de la generació durant l'última meitat del segle xx, el ja esmentat Luis Cernuda. Hi va haver altres poetes del 27 que van notar l'impacte surrealista i que posseeixen etapes en la seva evolució marcades per aquesta estètica com ara: Rafael Alberti, qui va compondre l'última secció de Sobre los ángeles i Sermones y moradas en versicles surrealistes; o Federico García Lorca, qui va assimilar el seu impacte en Llanto por Ignacio Sánchez Mejías, Poeta en Nueva York i els Sonetos del amor oscuro.
Una etapa surrealista posseeix, per exemple, José María Hinojosa amb el seu La flor de Californía (amb accent a la "i") i Emilio Prados. Són aquests dos últims, al costat de Vicente Aleixandre (qui passà la infància a Màlaga); García Lorca, (qui passava llargues estades a la costa malaguenya); José Moreno Villa i Manuel Altolaguirre, els qui constitueixen l'anomenat grup de Màlaga, format al voltant d'una sèrie de revistes editades pel grup, sent Litoral la més important, així com la seva col·lecció de Llibres poètics.

Dámaso Alonso i Gerardo Diego constitueixen el nucli dels que van romandre a Espanya després de la Guerra Civil, més o menys integrats en el règim franquista. Aquest últim va realitzar una llarga trajectòria poètica on va combinar alhora tradició i avantguarda, molt variada en la seva temàtica, des del toreig a la música i les inquietuds religioses, el paisatge i els continguts existencials. Uns altres que van romandre, es van convertir en mestres i guia de tota una nova generació de poetes, com Vicente Aleixandre, o van optar per l'exili interior, com Juan Gil-Albert.
L'homosexualitat també és un tema ocasional, tal com es pot observar en l'obra de Luis Cernuda, Aleixandre, Federico García Lorca, Emilio Prados o Juan Gil-Albert, com també en l'obra del pintor Gregorio Prieto.

## Poesia de la Generació del 27
No es pot unificar la poesia d'aquesta generació, ni en el cas particular de cada poeta que s'integra en ella. Però pot trobar-se en tots ells una voluntat de renovació, una superació dels "ismes" que van sorgir en èpoques anteriors, cosa que va suposar una superació de l'esperit iconoclasta i destructor que els caracteritzava. La qual cosa no els impedeix trencar amb l'academicisme, i presentar, en certs moments, una certa irracionalitat en l'ús de les seves metàfores i imatges, el que els permet mantenir el seu marcat tarannà original i independent, sense lligams a res.
Pot distingir-se diverses etapes en la poesia d'aquest grup, uns autors parlen de dos, mentre que d'altres es decanten per establir tres:
- Fins a 1927. Aquesta primera etapa es caracteritza per l'influx de les primeres avantguardes, la qual cosa els fa prioritzar els èxits estètics, amb gran utilització del vers lliure. Així, en aquesta etapa es barregen trets de la poesia pura i conceptual de Juan Ramón Jiménez, trets de l'avantguardisme anterior, i, finalment, trets provinents de la poesia tradicional recopilada en cançons, romanços, que va exercir influència sobre ells, alhora que també es van deixar influir per autors clàssics com  Góngora.[2][3][4]

- De 1927 fins a la  guerra civil (1936). Es caracteritza fonamentalment aquesta etapa per aparèixer en els autors una certa preocupació per l'ésser humà i per certes situacions socials en què es veu immers. Es pot dir que s'inicia un procés de rehumanització, que coincideix amb la irrupció del Surrealisme, el que dona peu a l'aparició a la poesia de belles, encara que inquietants imatges, en moltes ocasions semblants a les oníriques.[2][3][4]

- Després de la guerra (1939). La guerra civil nacional del 36 va provocar la dispersió del grup, alguns perquè es van exiliar, com va ser el cas de Pedro Salinas, Jorge Guillén, Luis Cernuda i Rafael Alberti, altres com va passar amb Federico García Lorca van ser assassinats i, finalment alguns com Dámaso Alonso, Vicente Aleixandre i Gerardo Diego van romandre a Espanya. Aquesta dispersió dona peu a diferent temàtica, així, mentre els que viuen l'exili se centren en la seva experiència com a exiliats i els sentiments que això els provoca, els que van romandre al país, van centrar en l'angoixa existencial el tema més important de les seves obres.[2][3]

## Nòmina
Integrants de la Generació del 27, per data de naixement:
- Fernando Villalón (1881 - 1930)
- León Felipe (1884 - 1968)
- Pedro Salinas (1891 - 1951)
- Jorge Guillén (1893 - 1984)
- Mauricio Bacarisse (1895 - 1931)
- Juan Larrea (1895 - 1980)
- Gerardo Diego (1896 - 1987)
- Amado Alonso (1897 - 1952)
- Gregorio Prieto (1897 - 1992)
- Juan José Domenchina (1898 - 1959)
- Federico García Lorca (1898 - 1936)
- Vicente Aleixandre (1898 - 1984)
- Dámaso Alonso (1898 - 1990)
- Rosa Chacel (1898-1994)
- Concha Méndez (1898-1986)
- Emilio Prados (1899 - 1962)
- Luis Cernuda (1902 - 1963)
- Rafael Alberti (1902 - 1999)
- Maruja Mallo (1902-1995)
- María Teresa León (1903-1988)
- María Zambrano (1904-1991)
- José María Hinojosa (1904 - 1936)
- Manuel Altolaguirre (1905 - 1959)
- Ernestina de Champourcín (1905-1999)
- Josefina de la Torre (1907-2002)
- Miguel Hernández (1910 - 1942)
- Margarita Gil Roësset (1908 - 1932)
- Ángeles Santos Torroella (1911-2013)